# 船舶下水

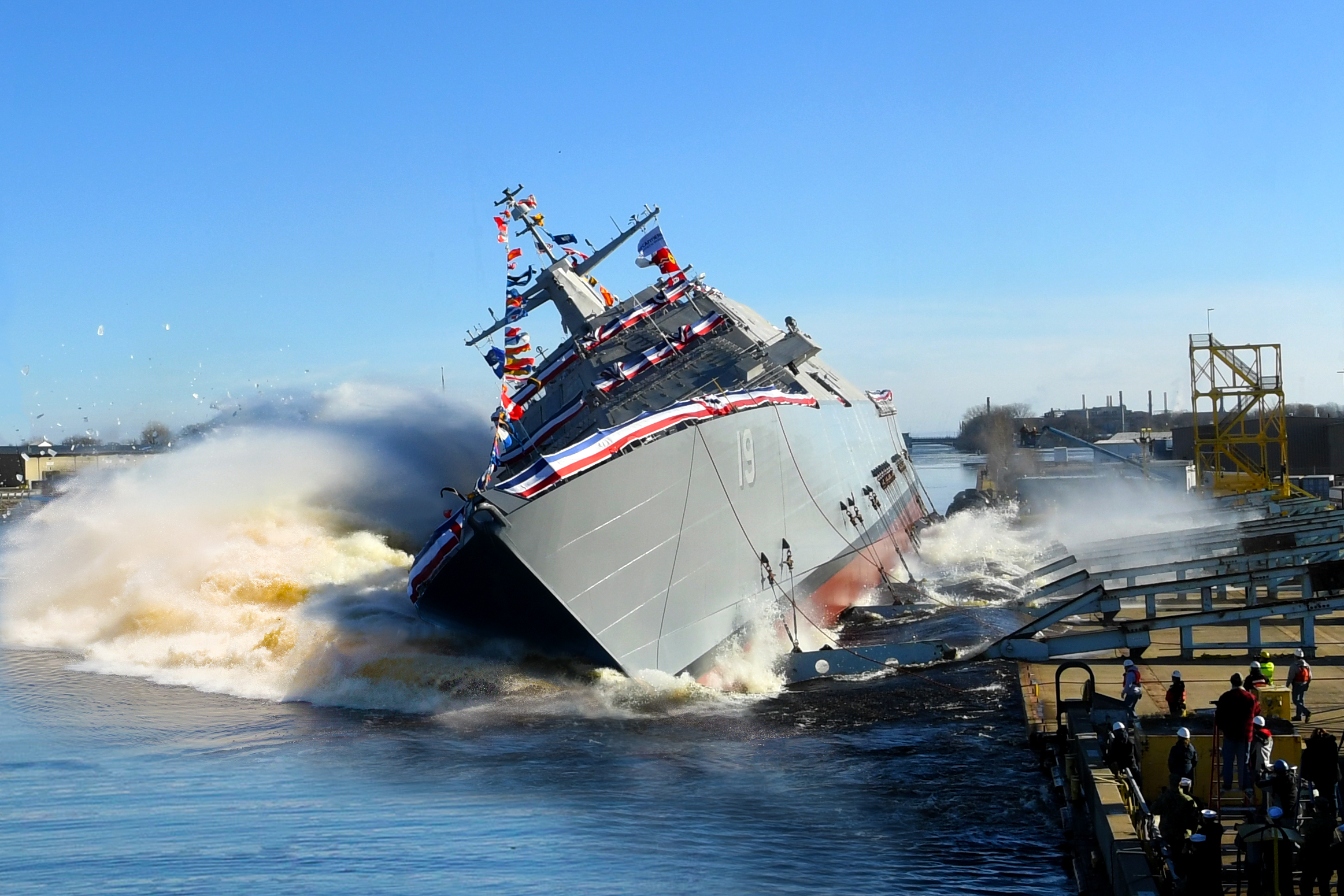
美國海軍濱海戰鬥艦聖路易斯號在2018年的下水儀式

船舶下水（英語：ship launching）指的是將新建造的船舶離開造船廠、乾塢轉移到水中的過程。由於船舶的尺寸和重量，如何使其平穩下水是一項具難度的工程。下水過程亦伴隨用於帶來運氣的傳統，例如在船首打破一瓶香檳來祝福。 